# Сафонов, Вадим Андреевич
Вадим Андреевич Сафо́нов (27 декабря 1904  [9 января 1905] или 1904, Керчь, Таврическая губерния — 2000[…]) — русский советский писатель, педагог. Лауреат Сталинской премии третьей степени (1949).

## Биография
В. А. Сафонов родился 14 (27) декабря 1904 года в Керчи в семье инженера-путейца. Его отец Андрей Платонович был хорошо знаком с Н. Г. Гариным-Михайловским. Учился в Керченской Александровской гимназии. Работал в порту, на мельнице, в Керченской ихтиологической лаборатории, на рыбном промысле. С 1923 года в Москве. Учился на биологическом факультете МГУ, Высших вечерних литературных курсах. Работал в газете «Труд», преподавал в вузах. Печататься стал с середины 20-х годов. В многочисленных поездках по стране получил большое количество материала для своих будущих произведений. Творчество писателя весьма разнопланово: путевые очерки, научная фантастика, исторические романы, книги о науке и искусстве и др. Член СП СССР с 1941 года.

## Оценки
В. Н. Сойфер отмечает, что 
В 1929 году начинающий писатель В. Сафонов опубликовал в журнале «Молодая гвардия» репортаж об успехах Николая Дубинина. «Эволюция в стакане» — называлась эта статья (7). (О том, как легко советские журналисты приторговывали совестью, говорит как раз публицистика Вадима Сафонова. Спустя полтора десятилетия Сафонов стал главным популяризатором Лысенко, с показным гневом позорил генетиков и Дубинина как врагов советской системы и даже получил за книгу «Земля в цвету» Сталинскую премию. И уж в последующие годы он не жалел чёрной краски, чтобы клеймить ненавистных морганистов-мухоловов и Дубинина в том числе!).

## Награды и премии
- Орден Дружбы (07.02.1995) — за заслуги перед государством, успехи, достигнутые в труде, науке, культуре, искусстве, большой вклад в укрепление дружбы и сотрудничества между народами[5]
- Орден «Знак Почёта» (26.12.1974)
- медали
- Сталинская премия третьей степени (1949) — за книгу «Земля в цвету» (1948)[6]
- Почётный гражданин Керчи (1996)[7]